# 宋志标
宋志标，中华人民共和国记者。曾任南方都市报评论员、中国财富杂志记者。
2011年5月12日，《南方都市报》发表纪念汶川大地震三周年的社论《躺在时间的河流上怀念他们》，因该文隐讳声援曾在震后到四川调查“豆腐渣工程”和遇难学生的艾未未，被一些批评人士认为是一篇“宣仇泄恨的社论”。社论作者宋志标因此被停职检查，被迫离开《南方都市报》。之后，同年他改到《中国财富》杂志担任记者。
2014年起，宋志标多次为《东方日报》旗下的东网撰稿。同年7月8日，国家新闻出版广电总局印发《新闻从业人员职务行为信息管理办法》，禁止中华人民共和国新闻从业人员担任境外媒体的特约记者、特约通讯员、特约撰稿人或专栏作者等。受该法律的影响，7月18日，《中国财富》杂志要求宋志标离职。宋志标可能是受该规定惩处的第一名记者。